# 223a Brigada Mixta (Exèrcit Popular de la República)
La 223a Brigada Mixta va ser una de les Brigades Mixtes creades per l'Exèrcit Popular de la República per a la defensa de la Segona República Espanyola durant la Guerra Civil Espanyola. La unitat va ser organitzada amb batallons encarregats de la Defensa de Costes.

## Historial
La Brigada es va organitzar en l'estiu de 1937 amb diversos batallons de la Defensa de Costas i com a reserva de l'Exèrcit d'Andalusia. El comandament de la Brigada corresponia al cap del Regiment Sevilla núm. 34, encara que aviat va assumir aquesta funció el major de milícies Ramón Garsaball López. Durant els primers temps es va mantenir com a guarnició de la Base naval de Cartagena, integrada en la Defensa de Costes.
El 30 d'abril de 1938 va ser adjudicada a la 64a Divisió del XIX Cos d'Exèrcit, encara que això no va variar la seva missió de guarnició a Cartagena. El 2 de juliol va passar a formar part de la 10a Divisió del XXI Cos d'Exèrcit, amb la qual va partir al Front de Llevant quan aquí feia crisi la batalla. Va entrar en línia en el cinturó defensiu de València, passant després a la reserva de l'Exèrcit de Llevant. Del 7 al 10 de novembre va cooperar en el fracassat contraatac a Nules i Castelló de la Plana. Requerida la seva presència en la batalla de Peñarroya, el 7 de gener de 1939 va atacar sense èxit el Turó Mulva i la Serralada dels Sants. Encara va continuar les seves envestides durant una setmana, encara que amb el mateix resultat.
En el mes de febrer va tornar al seu feu de Cartagena per a integrar-se de nou en la Defensa de Costes. Un mes més tard, durant la revolta de Casado, la unitat en va adoptar una actitud oposada, per la qual cosa es va deposar el seu cap i es va nomenar en el seu lloc al Major de milícies Ángel Muñoz. Aquí el sorprendria el final de la guerra, i va quedar dissolta la brigada.